# Razbore, Šmartno pri Litiji
Razbore (v uradnih evidencah Razbore-K. o. Ježni Vrh) so naselje v Občini Šmartno pri Litiji.